# لانيا تشابمان
لانيا تشابمان (بالإنجليزية: Lanei Chapman)‏ هي ممثلة أمريكية، ولدت في 23 يناير 1973 بلوس أنجلوس في الولايات المتحدة.

## أعمال

### أفلام
- (2001) سباق الفئران
- (2008) الحياة السرية للنحل[5]
- (2009) جسم جينيفر[6]

### مسلسلات
- الجيل التالي
- كولد كيس

## وصلات خارجية
- لانيا تشابمان على موقع IMDb (الإنجليزية)
- لانيا تشابمان على موقع ألو سيني (الفرنسية)
- لانيا تشابمان على موقع أول موفي (الإنجليزية)
- لانيا تشابمان على موقع قاعدة بيانات الفيلم (الإنجليزية)
- لانيا تشابمان على موقع كينوبويسك (الروسية)